# Edifício Caramuru
Edifício Caramuru é um prédio inaugurado no ano de 1951, localizado no bairro do Comércio em Salvador, município capital do estado brasileiro da Bahia. Situado na Rua da Grécia, esquina com a Avenida Estados Unidos, uma avenida que atravessa a costa da Baía de Todos os Santos, tem vista para a essa baía. A edificação foi projetada pelo arquiteto carioca Paulo Antunes Ribeiro. O Caramuru trata-se do primeiro prédio da Cidade Baixa. Foi projetado para a seguradora Prudência Capitalização, tendo começada em 1946 e sendo inaugurado em 1951.
É um patrimônio no âmbito estadual baiano com proteção provisória federal, além de, em suas proximidades, estarem o Mercado Modelo e o Elevador Lacerda, ambos marcos históricos proeminentes de Salvador.

## Estrutura
O Edifício Caramuru foi construído em concreto armado com painéis de madeira no interior. Possui sete andares e um apartamento de cobertura. O terraço ajardinado é protegido do vento excessivo por paredes curvas de blocos de cimento. O edifício foi construído no sistema de estacas Franki; a profundidade média das estacas é de 10 metros.

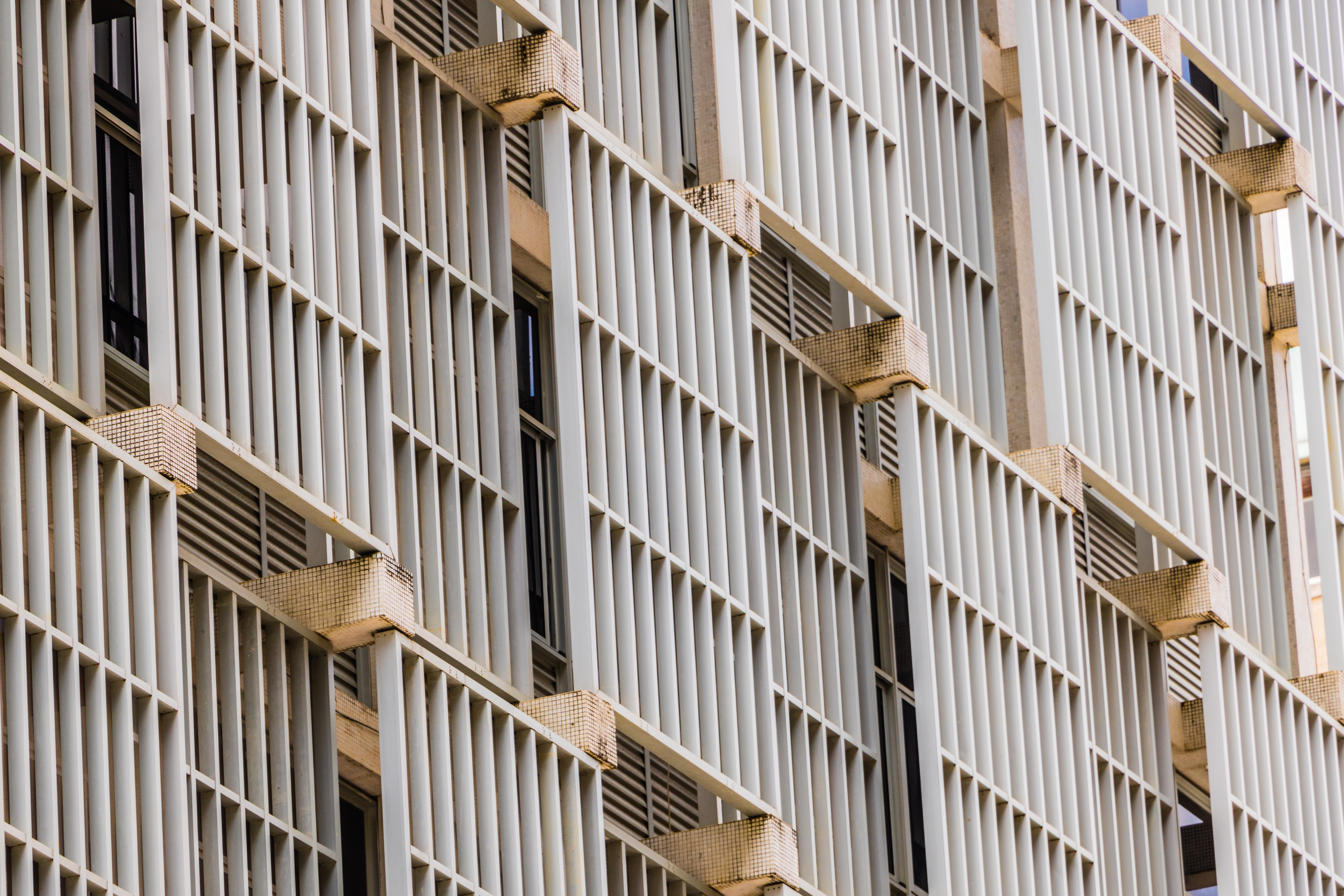
Painéis exteriores do Edifício Caramuru

O uso precoce de brises-soleils por Ribeiro foi único e amplamente conhecido no Brasil. Ele construiu um sistema de grades de ferro leve, de 2 por 3 metros de altura, destacadas das fachadas e dispostas em dois planos, alternadas em tabuleiro de xadrez, espaçadas de 25 centímetros e apoiadas em consoles de concreto projetando-se das lajes. Painéis verticais de 6 metros quadrados foram cobertos por telas de metal. Colocado em um projeto alternativo em dois lados do edifício para fornecer proteção solar para o interior.
O Edifício Caramuru demonstra a integração entre arte e arquitetura característica da época na utilização de uma escultura em arame de Mario Cravo Júnior. A obra de Cravo Júnior foi colocada na fachada curva da cobertura e voltada para o jardim da cobertura. A escultura, chamada Orfeu (Orpheus), é feita de delicado fio de cobre. Infelizmente, a obra de Cravo foi perdida ou destruída em algum momento do início do século 21.
Em termos de design de interiores, as divisórias internas nos pisos dos escritórios foram feitas de madeira e removidas conforme necessário.

## Reconhecimento
Dada a sua importância, o prédio conquistou reconhecimento recebendo menção honrosa do júri da Bienal Internacional de Arte de São Paulo no ano de 1951.
O prédio também é citado no livro Modern Architecture in Brazil de autoria de Henrique Mindlin publicado em 1956. Também é citado na revista de arquitetura francesa, Architecture d’aujourd’hui de 1952 e na revista de arquitetura italiana Domus em 1954.
O Edifício Caramuru é uma estrutura protegida pelo Instituto do Patrimônio Artístico e Cultural da Bahia (IPAC) de nível estadual. Alcançou a proteção provisória pelo Instituto do Patrimônio Histórico e Artístico Nacional (IPHAN) em 2008.
O arquiteto José Eduardo de Assis Lefèvre chamou o prédio de um "ícone da arquitetura modernista no Brasil e um ponto de referência internacional em nosso país".